# Johann David Gerstenberger
Johann David Gerstenberger, auch Johann David Gerstenberg (* 2. Mai 1716 in  Hilmsdorf; † 24. Dezember 1796 in Geringswalde) war ein deutscher Orgelbauer.

## Leben
Gerstenberger wurde als Sohn des Hanss Gerstenberger und seiner Frau Susanna am 2. Mai 1716 in Hilmsdorf bei Geringswalde geboren und am Tag darauf getauft. Über sein Leben ist wenig bekannt. Er baute neben Orgeln auch Clavichorde. Ein von ihm gefertigtes Instrument aus dem Jahr 1760 ist im Musikinstrumentenmuseum der Universität Leipzig erhalten. Es enthält die Inschrift: Johann David Gerstenberg, Orgelbauer zu Geringswalda, hat uns gemacht. 1760.

## Werk
Die Größe der Instrumente wird in der fünften Spalte durch die Anzahl der Manuale und die Anzahl der klingenden Register in der sechsten Spalte angezeigt. Ein großes „P“ steht für ein selbstständiges Pedal, ein kleines „p“ für ein angehängtes Pedal. Eine Kursivierung zeigt an, dass die betreffende Orgel nicht mehr bzw. nur noch das Gehäuse erhalten ist.
| Jahr | Ort            | Gebäude        | Bild\| | Manuale | Register | Bemerkungen                                                        |
| ---- | -------------- | -------------- | ------ | ------- | -------- | ------------------------------------------------------------------ |
| 1752 | Obergräfenhain | St. Jakobus    |        | I/P     | 12       | 2015 restauriert                                                   |
| 1767 | Ramsdorf       | Dorfkirche     |        | I/P     | 11       | 1869 Erweiterungsumbau, 1966 Renovierung durch Reinhard Schmeisser |
| 1779 | Zöpen          | St. Laurentius |        | I/P     |          | 1906 abgerissen                                                    |